# Miravete de la Sierra

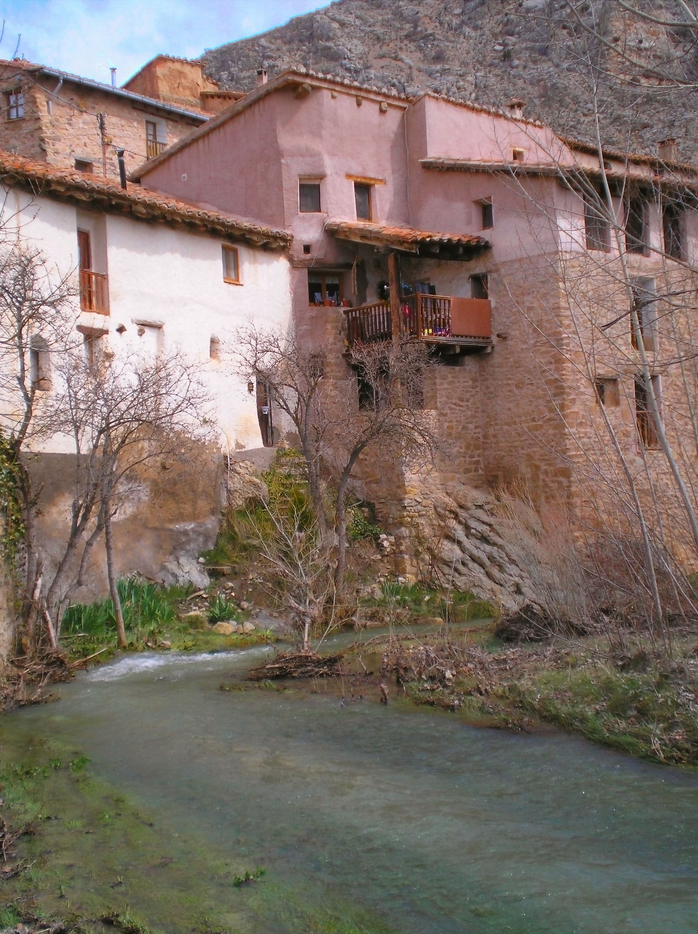
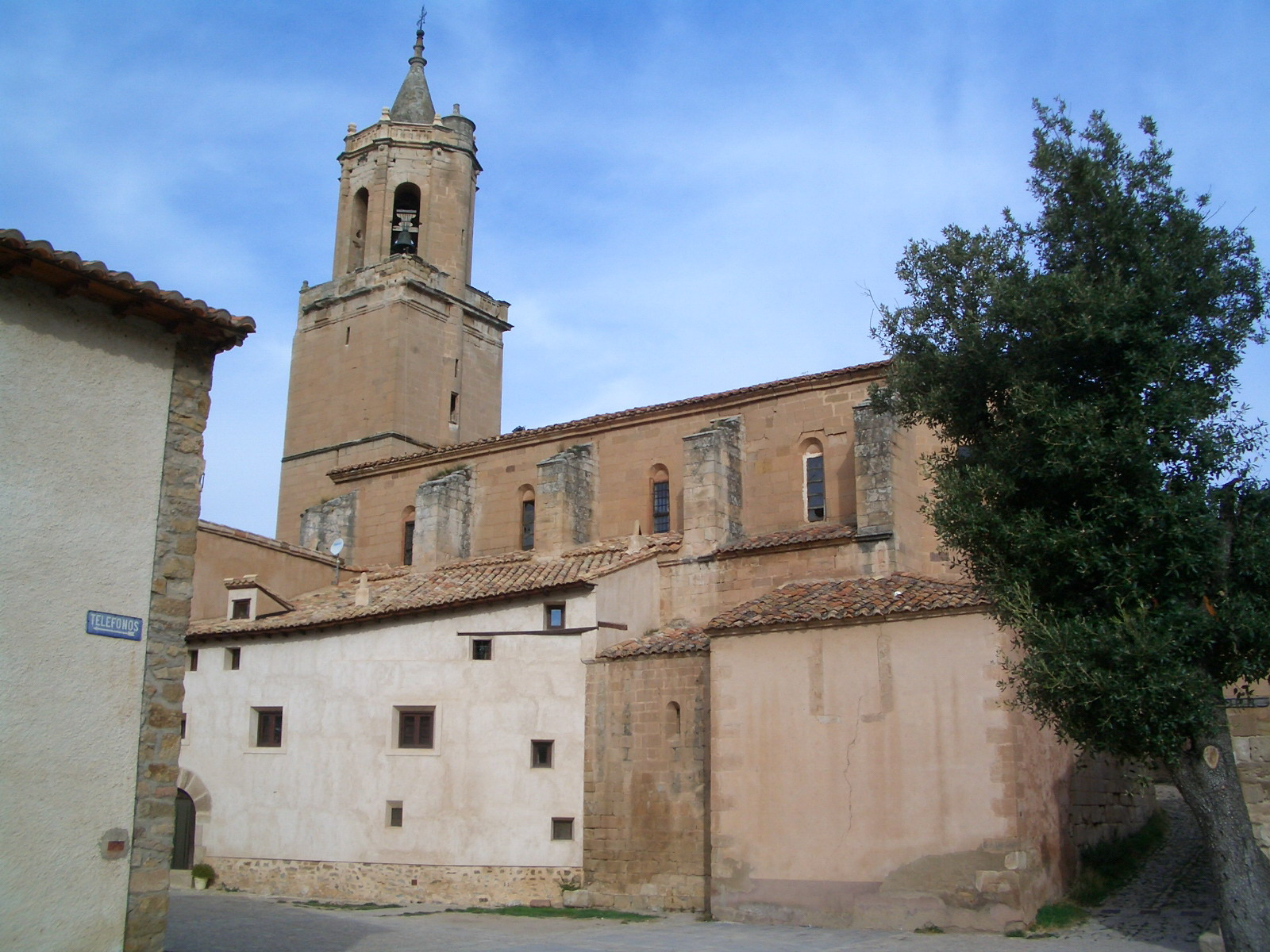

Miravete de la Sierra is een gemeente in de Spaanse provincie Teruel in de regio Aragón met een oppervlakte van 36,51 km². Miravete de la Sierra telt 28 inwoners (1 januari 2016).

## Demografische ontwikkeling
Bron: INE, 1857-2011: volkstellingen